# Tanques do Iraque

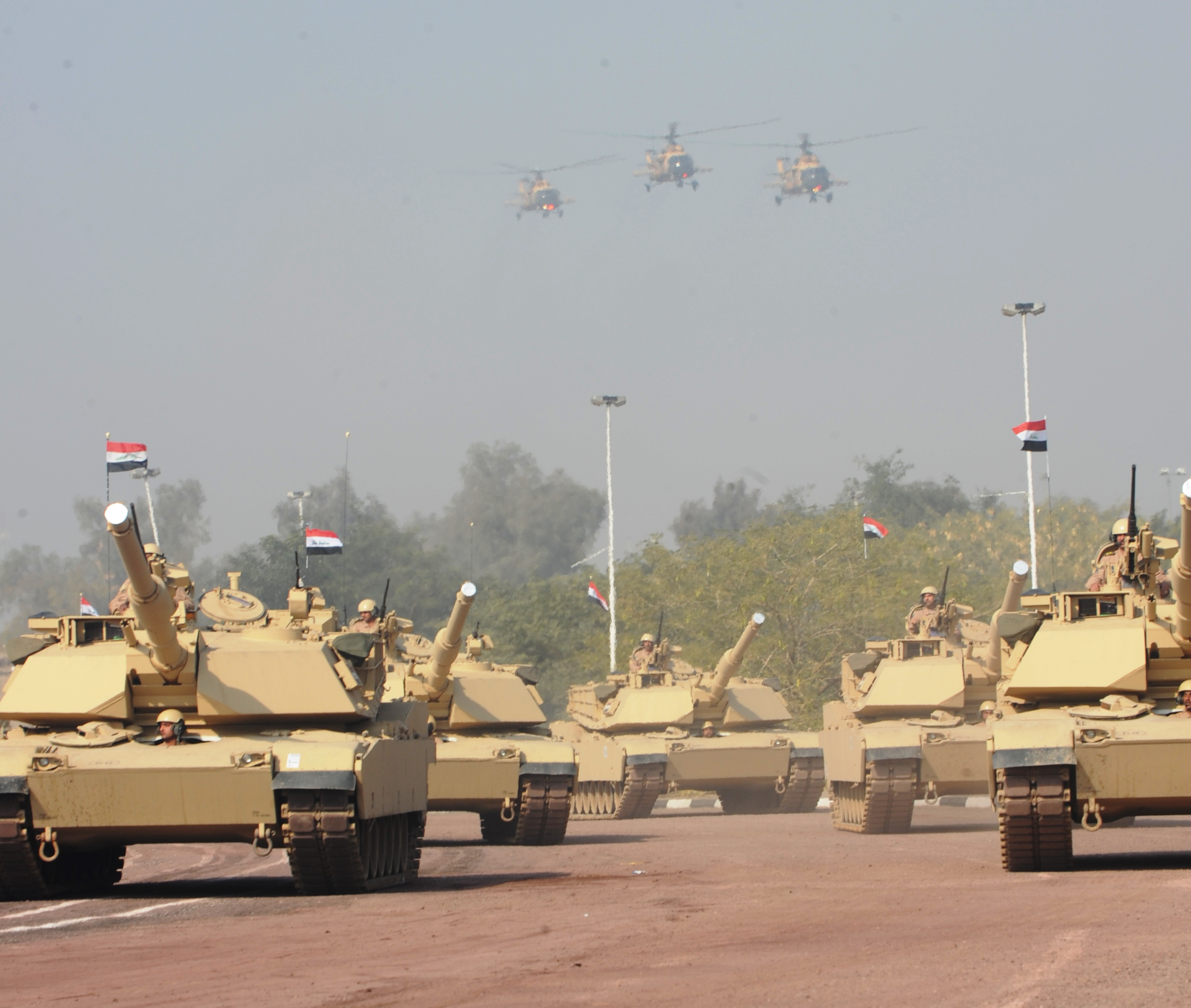
Tanques M1 Abrams em serviço no Iraque, janeiro de 2011.

Os tanques foram utilizados no Iraque tanto nas forças armadas quanto em vários conflitos, com seu uso e origem após a Segunda Guerra Mundial; a Guerra Fria ; e a era moderna. Isso inclui tanques soviéticos importados, bem como projetos britânicos importados após a Segunda Guerra Mundial e os tanques americanos atuais.

## Visão geral
O Iraque originalmente tinha tanques da Itália, os quais se envolveram na Guerra Anglo-Iraquiana quando dois batalhões mecanizados, com vários tanques leves L3/35, cercaram os britânicos na base RAF Habbaniya. Mais tarde, o Iraque recebeu tanques da Grã-Bretanha após sua independência em 1947. Desde o início, as modernas forças blindadas iraquianas cresceram e adquiriram veículos de combate blindados modernos da Rússia e do bloco soviético que serviram durante a Guerra Fria e em várias operações. Uma das principais operações iraquianas usando blindados foi durante a Guerra Irã-Iraque e a Guerra do Golfo.

## História

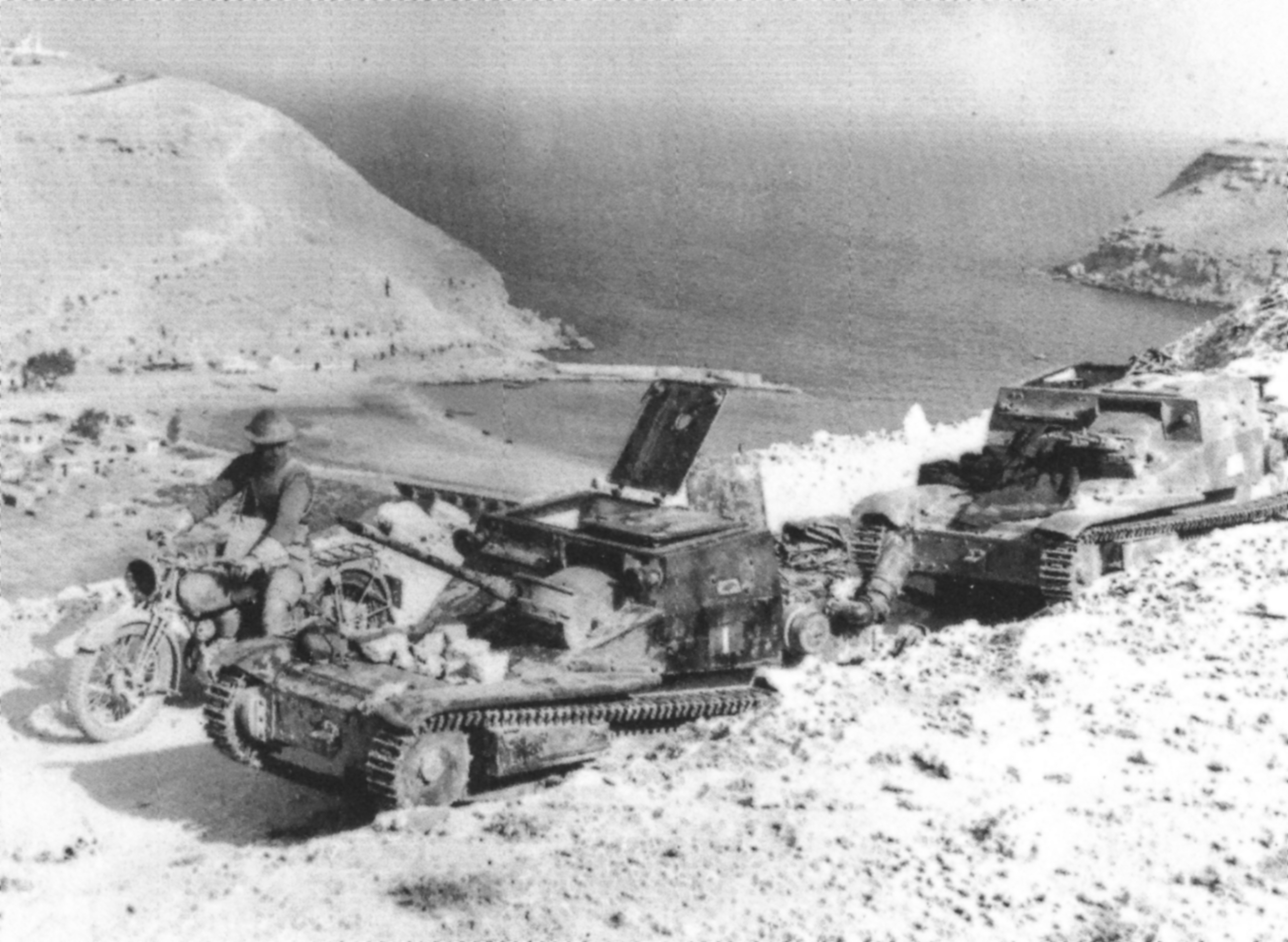
Um L3 cc (à esquerda) e um L3/35 (à direita) na Grécia em 1941.

Estima-se que 16 tanquetes L3 foram comprados pelo Iraque da Itália antes da Segunda Guerra Mundial. Em 22 de março de 1941, dois desses L3 iraquianos foram colocados fora de ação perto de Fallujah durante a Guerra Anglo-Iraquiana. Mais tarde, o Iraque recebeu tanques britânicos de modelos da Segunda Guerra Mundial depois que eles partiram, e então o país se voltou para o bloco soviético para projetos mais modernos da época, como o T-55, T-62, Tipo 69 e T-72.
O Iraque começou a Guerra Irã-Iraque confiante de que seus novos tanques do bloco soviético lhes permitiriam a vitória. Os iraquianos podiam mobilizar até 12 divisões mecanizadas e o moral era alto. A guerra, no entanto, levou a oito anos de batalhas de ida e volta, com pesadas perdas de ambos os lados. A necessidade de substituição de suas forças de tanques levou o Iraque a invadir o Kuwait, o que levou ao início da Guerra do Golfo Pérsico.
O Leão da Babilônia (Asad Babil) foi um nome dado ao que era uma variante produzida localmente do tanque soviético T-72 durante o final da década de 1980. O nome às vezes é usado incorretamente para se referir aos T-72 padrão no serviço iraquiano, que foram importados da União Soviética e da Polônia. Em 1986, uma empresa da Alemanha Ocidental construiu uma fábrica em Taji para fabricar aço para diversos usos militares. Foi alistada para reformar e reconstruir tanques já em serviço no Exército iraquiano, como T-54/55, T-62 e várias centenas de T-72 soviéticos e poloneses, importados durante os primeiros estágios da guerra contra o Irã.
No final da década de 1980, foram feitos planos para produzir novos tanques T-72M1 em Taji. Esses tanques deveriam ser montados a partir de kits desmontados entregues pela empresa estatal polonesa Bumar-Łabędy. A montagem seria iniciada em 1989 e os tanques receberiam o nome de Asad Babil (Leão da Babilônia). De acordo com autoridades polonesas, nem um único T-72M1 foi concluído, embora em 1988 um T-72M tenha sido exibido em uma feira de armas iraquiana, que se dizia ter sido produzido localmente. A montagem local do T-72 começou em Taji no início de 1989, conforme sugerido por autoridades iraquianas. Várias autoridades iraquianas, como o Tenente-General Amer Rashid, no entanto, não gostaram da ideia de depender de kits knockdown fornecidos por outro país e pressionaram pela produção completa do tanque T-72M1. Em 1991, a fábrica de Taji foi destruída por um ataque aéreo enquanto estava sendo reformada pela Bumar-Łabędy.

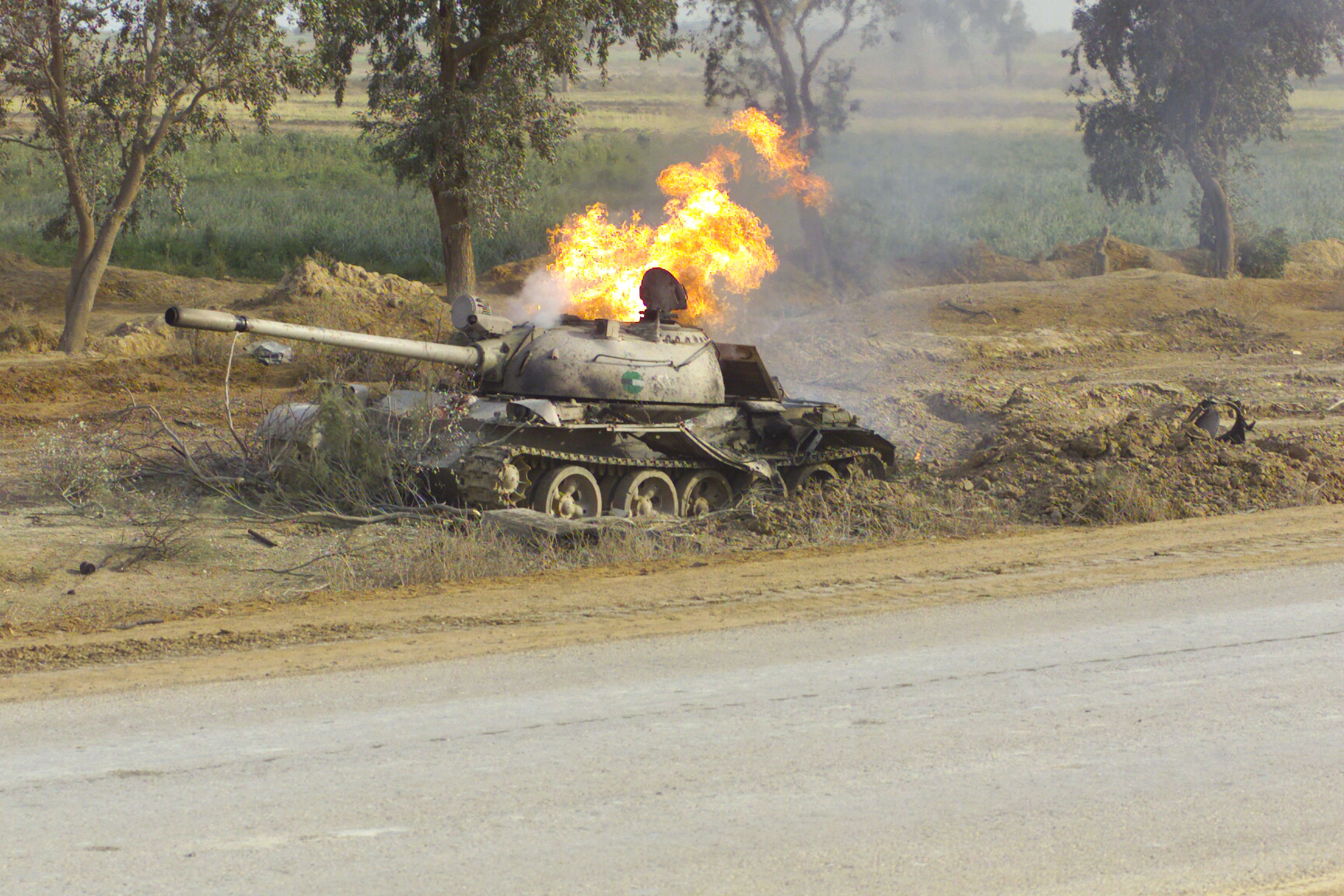
Tanque de batalha principal Tipo 69 destruído ao norte da Ponte An Nu'maniyah na Rodovia 27 durante a invasão do Iraque pelos EUA em abril de 2003.

Durante a década de 1980, a China vendeu centenas de tanques principais Tipo 59 e Tipo 69 para o Iraque. Na Guerra do Golfo Pérsico de 1990 e 1991, analistas ocidentais afirmam que o Iraque havia atualizado alguns Tipo 69 com um canhão de 105mm, um morteiro de 60mm, e um canhão de 125 mm com um auto-carregador. Todos eles foram reforçados com blindagem frontal de camadas soldada na placa do glacis. Todas essas versões eram conhecidas como Tipo 69-QM. Foi relatado durante a Guerra do Golfo que as unidades iraquianas com Tipo 69 lutaram mais do que as unidades de elite da Guarda Republicana, equipadas com T-72. Uma possível explicação é que Saddam ordenou que suas unidades da Guarda Republicana preservassem sua força, enquanto enviava o resto do exército, equipado com tanques Tipo 69 inferiores, para a linha de frente.
De acordo com relatórios de batalha da invasão do Iraque em 2003, os Tipo 69-QM foram usados pelas unidades Exército iraquiano defendendo Nasiriyah em março de 2003, a maioria deles sendo empregados como casamatas de artilharia. Eles desempenharam um papel importante nas emboscadas montadas contra a 507ª Companhia de Manutenção do Exército dos EUA e a Companhia Charlie do 1º Batalhão, 2º Regt. de Fuzileiros Navais, antes que oshelicópteros AH-1 Cobra os destruíssem. Dois Tipos 69 destruíram pelo menos quatro veículos da 507ª, entre eles um caminhão pesado abalroado por um dos tanques. Há também um relato em primeira mão de cerca de quatro Tipos 69 escondidos atrás de alguns edifícios, atingindo a Companhia Charlie dos fuzileiros navais com fogo indireto e provavelmente nocauteando vários AAV. Alguns Tipos 59/69 inúteis em combate foram colocados como iscas ou meros obstáculos.

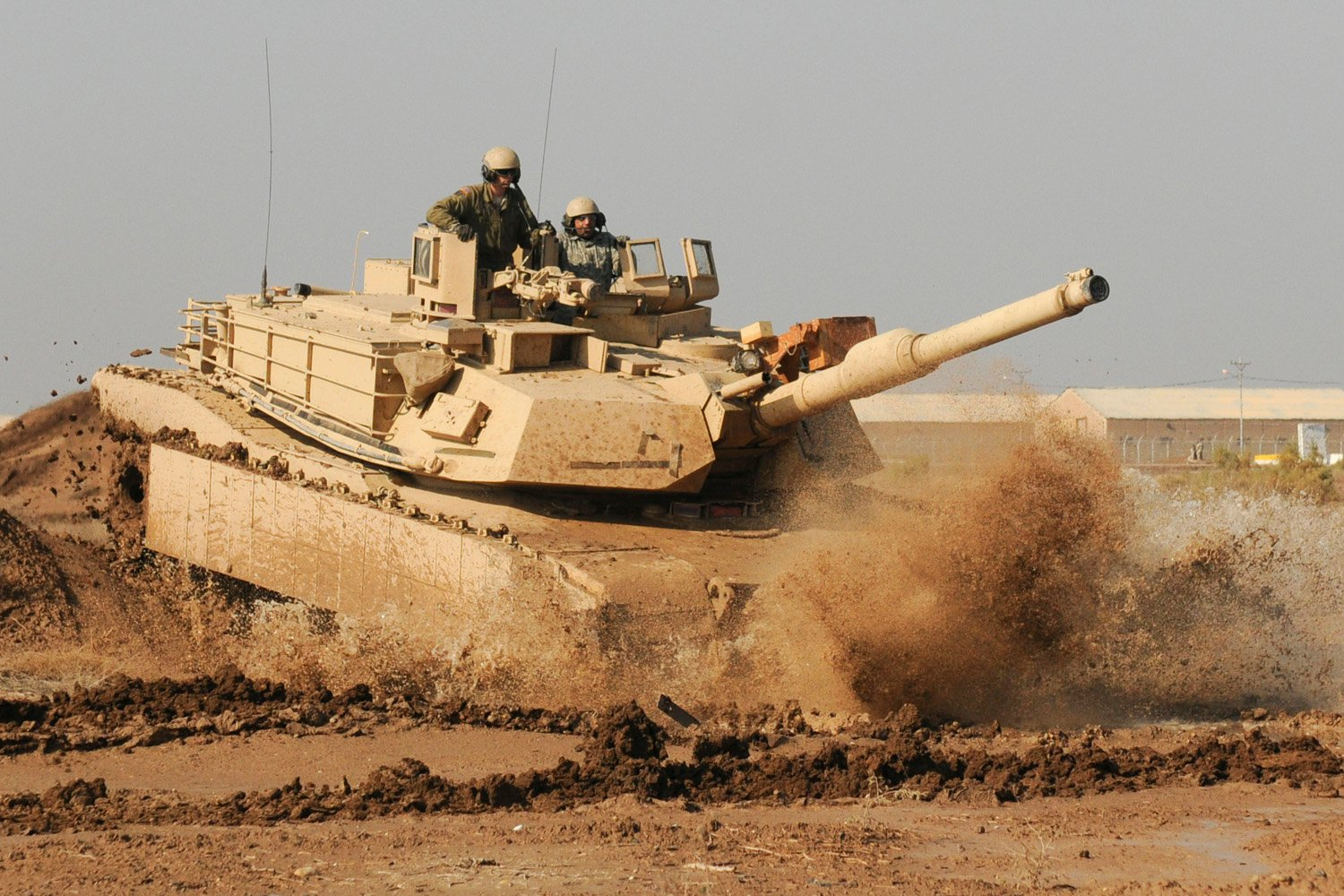
M1 Abrams da 9ª Divisão Blindada iraquiana no Campo Taji, Iraque.

Após a guerra, os iraquianos receberam tanques americanos, como o M1 Abrams, que foram usados na luta contra o Estado Islâmico. A 9ª Divisão Blindada do Exército Iraquiano foi reformada quando da recriação do Exército Iraquiano depois da sua dissolução em 2003. Um artigo de 2006 na ARMY Magazine descreveu como a divisão estava sendo construída a partir dos "destroços da velha Guarda Republicana". [...] suas instalações ocupam a maior parte do Campo Taji, no Iraque, em dezenas de prédios reformados que pertenceram à Guarda Republicana, e grande parte de seu equipamento foi resgatado da sucata do antigo regime". Tanques T-55 e veículos blindados de transporte de pessoal para duas de suas três brigadas foram remendadas a partir de veículos danificados em batalha... no Campo Taji. Os empreiteiros reconstruíram equipamentos funcionais a partir da sucata. Os tanques T-72 usados para a terceira brigada da divisão deveriam ser comprados de um antigo país do bloco soviético.
A 9ª Divisão foi certificada e assumiu a responsabilidade do campo de batalha do norte da província de Bagdá em 26 de junho de 2006. Em setembro de 2006, a ARMY Magazine disse que duas das brigadas da divisão já haviam sido destacadas e operavam em parceria com unidades do Exército dos EUA. A divisão realizou seu primeiro exercício de posto de comando no verão do norte de 2006.
Um dos comandantes da divisão foi o general Riyadh Jalal Tawfiq, que acabou sendo promovido a tenente-general e assumiu o Comando Operacional de Nínive. Outros comandantes de divisão incluíram o Major-General Bashar Mahmood Ayob (2006) e, a partir de abril de 2009, o Major-General Qassim Jassem Nazal.
A 3ª Divisão Blindada era a unidade de elite do exército e lutou na Guerra do Golfo Pérsico, em operações na década de 1990 e na invasão do Iraque em 2003. Foi dissolvida quando as Forças Armadas do Iraque foram formalmente dissolvidas pela Ordem da Autoridade Provisória da Coalizão Número 2 e reformada após 2003. Suas unidades faziam parte das três divisões originais do Novo Exército Iraquiano. A 3ª Divisão foi transferida do controle da coalizão para o Comando das Forças Terrestres do Iraque em 1º de dezembro de 2006.
Em 2014, a 6ª Brigada da 3ª Divisão foi descrita como "a primeira linha de defesa de Mosul" contra o ISIS. Infantaria, blindados e tanques foram transferidos para Anbar na luta contra o ISIS, e deixaram Mosul praticamente sem tanques e com falta de artilharia, de acordo com o Tenente-General Mahdi Gharawi, comandante do comando operacional de Nínive. Durante a luta em Mosul, a ofensiva no norte do Iraque durante junho de 2014, a divisão, foi quase totalmente destruída em combate com o ISIS. A exceção parecia ser o 4º Batalhão da 10ª Brigada, que vinha defendendo uma posição fora de Tall Afar no início de julho de 2014.

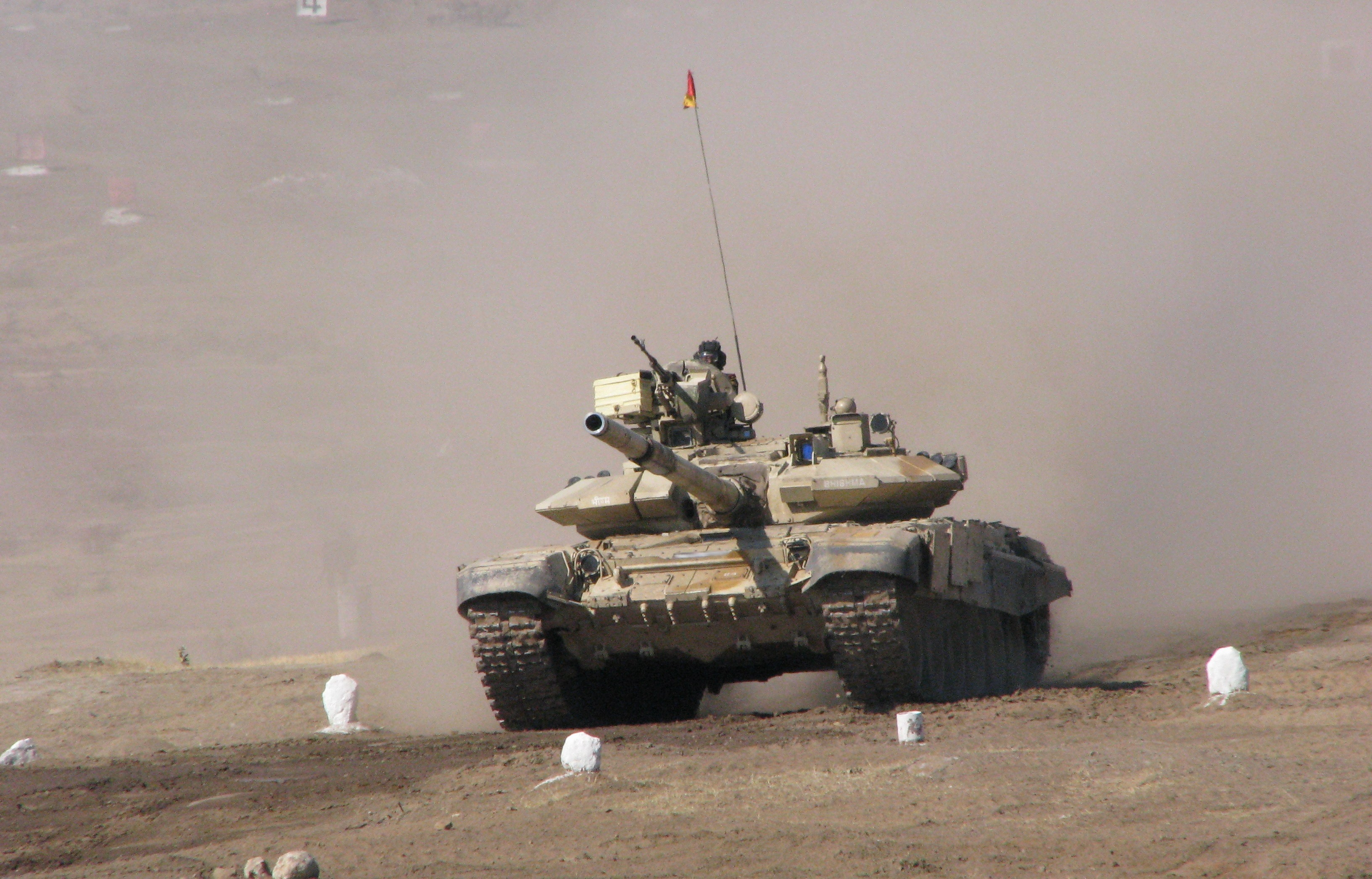
Um tanque de batalha principal T-90S.

O Iraque começou a procurar adicionar mais tanques para seu exército durante sua luta contra o ISIS, e teve 73 tanques T-90S/SK encomendados em 2016, supostamente seguidos por outra encomenda em 2017. O valor total do contrato para os tanques pode ultrapassar um bilhão de dólares americanos, confirmado pelo assessor presidencial russo Vladimir Kozhin. As entregas teriam começado em novembro de 2017. As primeiras entregas foram confirmadas em fevereiro de 2018. 75 tanques entregues até junho de 2018. Mais duas partes foram entregues a partir de abril de 2019.
O Iraque também usou tanques capturados em vários conflitos, como M4 Sherman e M4/105 e M51 Sherman, caça-tanques M36 e alguns tanques iranianos capturados Chieftain, M47, M48 e M60 Patton.

## Organização de forças blindadas iraquianas
Saddam Hussein derrubou Ahmed Hassan al-Bakr e começou a construir veículos blindados de construção soviética, tanques principais, transportes blindados e blindados de infantaria e o exército foi treinado por instrutores estrangeiros (soviéticos).
Ao consolidar seu governo, Saddam aumentou o número de tanques no exército. As forças blindadas iraquianas foram organizadas inicialmente para defender o Estado revolucionário iraquiano e, posteriormente, permitir a intervenção em conflitos militares estrangeiros. O exército regular com suas forças blindadas foi construído com considerável assistência militar soviética e atingiu seu auge em 1980, quando iniciou uma guerra contra o Irã. Na ação ofensiva no conflito, tanques, blindados de reconhecimento, veículos blindados e peças de artilharia das unidades de primeiro escalão normalmente atacavam utilizando a doutrina militar soviética, na qual ao se defender os tanques são entrincheirados com os blindados e soldados, enquanto a artilharia pesada forma-se atrás para apoiá-los.

## Visão geral dos tanques

### Tanques leves e médios
| Nome                       | País de origem  | Quantidade | Notas  |
| -------------------------- | --------------- | ---------- | ------ |
| L3/35                      | Reino da Itália |            |        |
| M.13/40                    | Reino da Itália |            |        |
| Cruzador A15 Crusader Mk I | Reino Unido     |            |        |
| Tanque Leve Mk VI          | Reino Unido     |            |        |
| M24 Chaffee                | Estados Unidos  |            |        |
| Churchill Mc VII           | Reino Unido     |            |        |
| Centurião Mc 5/1           | Reino Unido     |            |        |
| M4A2 Sherman               | USA             |            |        |
| M4A3 Sherman               | USA             |            |        |
| M50 "Super Sherman"        | Israel          |            |        |
| T-34-85                    | União Soviética | 2          | [ 27 ] |

### Tanques pesados
| Nome   | País de origem  | Quantidade | Notas |
| ------ | --------------- | ---------- | ----- |
| IS-2Ms | União Soviética | 41         |       |

### Tanques de batalha principais
| Nome                       | País de origem  | Quantidade | Notas |
| -------------------------- | --------------- | ---------- | --- |
| T-54/55                    | União Soviética | 72         | 1850 tanques entregues da União Soviética e outros países entre 1958-1985 T-55Ms ativos |
| T-62                       | União Soviética | 100        | 2850 tanques entregues pela União Soviética entre 1973-1989 |
| WZ-121/Tipo 69             | China           | 100        | Cerca de 1500 entregues da china entre 1983-1988 |
| T-72                       | União Soviética | 100        | Um total de 1.038 tanques recebidos antes da Guerra do Golfo, muitos destruídos na guerra, cerca de 776 tanques estavam em serviço de 1996 até 2003. Governo iraquiano em 2009 foi relatado para comprar mais 2.000 tanques T72 da Rússia |
| Leão da Babilônia (tanque) | Iraque          | 100        | |
| M-84 /M-84A                | Iugoslávia      | 9          | |
| Chieftain Mk-5P            | GBR             | 75         | |
| Vickers MBT Mk1            | GBR             | 75         | |
| Patton M47M                | USA             | 30         | |
| Patton M48A5               | USA             | 20         | |
| PT-76                      | União Soviética | 245        | |
| T-90S                      | RUS             | 36         | 37 no pedido |
| M1 Abrams                  | USA             | 146        | |